# Bransic
bransic（ブランジック、英: bransic Co., Ltd.）は、東京都新宿区に本社を置く音楽マネジメント企業。
主に作詞家、作曲家、編曲家、音楽家、歌手、レコーディング・エンジニア、音楽プロデューサー等のマネジメントをはじめ、音楽制作を行う。

## 概要
2015年にbransicの前身となるクリエイターチーム（作詞家、作曲家、編曲家、音楽家）を合同会社SIGN SOUND（レコーディング・エンジニア・スタジオのマネジメント会社）内に設立。2021年に合同会社bransicを設立。主にテレビアニメ、テレビドラマ、CM、ゲーム、歌手、映画主題歌、BGMなどに楽曲を提供している。

## 所属クリエイター
- 森いづみ
- 田子剛
- 増田康臣
- 平塚慎吾
- 苅谷達也
- 皆川大地
- 大澤”wonder”友彦
- yu-ki.
- 竹ノ下和音
- フラウト
- Suim4
- MIWAKO
- 井本光紀

### 過去の所属者
- Lantan（堀本陸・馬瀬みさき）
- 馬瀬みさき
- 石井あみ

## 主な作品
各担当についてはクリエイターの個人ページを参照

## アニメ
- 『ぷにるはかわいいスライム』- 森いづみ
- 『俺は全てを【パリイ】する～逆勘違いの世界最強は冒険者になりたい～』- 増田康臣
- 『魔王軍最強の魔術師は人間だった』- 増田康臣
- 『「ひみつのアイプリ」キャラクターソングミニアルバム VERSEIN SONG 01』- 森いづみ・井本光紀・田子剛・増田康臣
- 『ひみつのアイプリ』- 森いづみ・井本光紀・田子剛・増田康臣
- 『七つの大罪 黙示録の四騎士』- 増田康臣
- 『わんだふるぷりきゅあ！』- 石井あみ
- 『ひろがるスカイ！プリキュア』ボーカルベスト- 森いづみ・石井あみ・田子剛・皆川大地・増田康臣
- 『キボウノチカラ～オトナプリキュア’23～』- 田子剛
- 『映画プリキュアオールスターズF』テーマソングシングル- 森いづみ・石井あみ・田子剛
- 『プリキュア　ボーカルベストBOX 2018-2023』- 森いづみ・石井あみ・田子剛
- 『プリキュア主題歌　TVsize collection～20th Anniversary Edition～』- 石井あみ
- 『女神のカフェテラス』- 馬瀬みさき・田子剛・皆川大地・苅谷達也
- 『「ひろがるスカイ！プリキュア」ボーカルアルバム ～FLY TOGETHER!!!!!～』- 森いづみ・石井あみ・田子剛・皆川大地
- 『「ひろがるスカイ！プリキュア」オリジナル・サウンドトラック１ プリキュア・サウンド・ミラージュ!!』- 森いづみ・石井あみ・田子剛
- 『ひろがるスカイ！プリキュア 主題歌シングル』- 森いづみ・石井あみ・田子剛
- 『大雪海のカイナ』- 馬瀬みさき
- 『最強陰陽師の異世界転生記』- 増田康臣
- 『「デリシャスパーティ♡プリキュア」オリジナル・サウンドトラック２ プリキュア・プレシャス・サウンド!!』- 馬瀬みさき・森いづみ
- 『「デリシャスパーティ♡プリキュア」ボーカルベスト ～Delicious Ambitious！』- 馬瀬みさき・森いづみ・田子剛・増田康臣
- 『群青のファンファーレ』- 馬瀬みさき・田子剛・井本光紀
- 『映画デリシャスパーティ♡プリキュア　夢みる♡お子さまランチ！』同時上映『わたしだけのお子さまランチ』 主題歌シングル- 森いづみ・馬瀬みさき・田子剛
- 『映画デリシャスパーティ♡プリキュア　夢みる♡お子さまランチ！』同時上映『わたしだけのお子さまランチ』 オリジナル・サウンドトラック- 森いづみ・馬瀬みさき・田子剛
- 『「デリシャスパーティ♡プリキュア」ボーカルアルバム ～Welcome to Delicious Party～』- 馬瀬みさき・森いづみ・田子剛・増田康臣
- 『群青のファンファーレ オリジナル・サウンドトラック』- 馬瀬みさき
- 『「デリシャスパーティ♡プリキュア」後期ED主題歌シングル』- 森いづみ
- 『「デリシャスパーティ♡プリキュア」主題歌シングル』- 馬瀬みさき
- 『結城友奈は勇者である-大満開の章-』- 増田康臣
- 『「トロピカル～ジュ！プリキュア」ボーカルベスト』- 馬瀬みさき・森いづみ・田子剛
- 『「トロピカル～ジュ！プリキュア」後期主題歌シングル』- 馬瀬みさき
- 『「映画トロピカル～ジュ！プリキュア 雪のプリンセスと奇跡の指輪！」主題歌シングル』- 森いづみ・yu-ki.
- 『映画トロピカル～ジュ！プリキュア 雪のプリンセスと奇跡の指輪！』- 森いづみ・yu-ki.
- 『「トロピカル～ジュ！プリキュア」オリジナル・サウンドトラック１』- 馬瀬みさき
- 『「トロピカル～ジュ！プリキュア」ボーカルアルバム ～トロピカる！MUSIC BOX～』- 馬瀬みさき・森いづみ・田子剛・増田康臣
- 『キングダム-合従軍編-』- 増田康臣
- 『劇場版　七つの大罪 光に呪われし者たち』- 増田康臣
- 『美少年探偵団』- 増田康臣
- 『86-エイティシックス-』- 増田康臣
- 『「映画ヒーリングっど♥プリキュア ゆめのまちでキュン!っとGoGo!大変身!!」主題歌シングル』- 森いづみ・田子剛・増田康臣
- 『やくならマグカップも』- 森いづみ・田子剛
- 『「ヒーリングっど♥プリキュア」ボーカルベストアルバム ～We are Alive～』- 森いづみ・馬瀬みさき・田子剛・増田康臣
- 『「映画ヒーリングっど♥プリキュア ゆめのまちでキュン！っとGoGo！大変身！！」主題歌シングル』- 森いづみ・田子剛
- 『七つの大罪　憤怒の審判』- 増田康臣
- 『ハイキュー!! TO THE TOP 第2クール』- 田子剛
- 『「ヒーリングっど♥プリキュア」キャラクターシングル ～響き合う4つの声～』- Lantan・田子剛
- 『「ヒーリングっど♥プリキュア」ボーカルアルバム 』- 田子剛
- 『「スター☆トゥインクルプリキュア」ボーカルベスト 』- Lantan・田子剛
- 『進撃の巨人 The Final Season』- 増田康臣
- 『魔王城でおやすみ』- 増田康臣
- 『「僕のヒーローアカデミア」4th オリジナルサウンドトラック 』- 田子剛[2]

## ドラマ・映画
- ドラマ『笑うマトリョーシカ』- 増田康臣
- 映画『GEMNIBUS vol.1』「knot」- 森いづみ・増田康臣
- 映画『数分間のエールを』- 増田康臣
- ドラマ・映画『からかい上手の高木さん』- 森いづみ・増田康臣
- 映画『プリキュアオールスターズ F』- 森いづみ・増田康臣
- ドラマ『虹色のチョーク』- 増田康臣
- 映画『彼女はいつも裏側を見せてくれない』- 森いづみ・石井あみ
- 映画『サボテンと海底』- 馬瀬みさき・田子剛・苅谷達也・皆川大地・石井あみ
- 映画『僕が愛したすべての君へ』- 増田康臣
- 映画『今夜、世界からこの恋が消えても』- 森いづみ・馬瀬みさき
- 映画『デリシャスパーティ♡プリキュア　夢みる♡お子さまランチ！』同時上映『わたしだけのお子さまランチ』 - 森いづみ・馬瀬みさき・田子剛
- ドラマ『テッパチ！』- 増田康臣
- ドラマ『マイファミリー』- 増田康臣
- 映画『死刑にいたる病』- 増田康臣
- 映画『バブル』- 増田康臣
- ドラマ『ファイトソング』- 増田康臣
- ドラマ『ヒル』- 増田康臣
- 映画『トロピカル～ジュ！プリキュア 雪のプリンセスと奇跡の指輪！』- 森いづみ・yu-ki.
- 映画『劇場版　七つの大罪 光に呪われし者たち』- 増田康臣
- 映画『かば』- Lantan
- 映画『花咲く頃に、僕らは』- 馬瀬みさき
- 映画『ヒーリングっど♥プリキュア ゆめのまちでキュン！っとGoGo！大変身！！』- 森いづみ・田子剛
- 映画『浅田家』- 田子剛・yu-ki.
- 映画『宇宙でいちばんあかるい屋根』- 増田康臣
- 映画『ファンファーレが鳴り響く』- Lantan・増田康臣
- ドラマ『DIVER-特殊潜入班-』- 増田康臣
- 映画『天気の子』- Lantan

## ゲーム
- アミューズメントゲーム『ひみつのアイプリ』- 森いづみ・増田康臣
- Nintendo Switch『ファッションドリーマー』- 森いづみ
- アーケードゲーム『ワッチャプリマジ！スタジオ』- 森いづみ・田子剛・皆川大地・井本光紀・増田康臣
- スマートフォン向けゲーム『ユージェネライブ』- 馬瀬みさき
- アーケードゲーム『ワッチャプリマジ！』- 森いづみ・田子剛・井本光紀・増田康臣
- スマートフォン向けゲーム『ユージェネ』- 森いづみ・馬瀬みさき
- VRアドベンチャーゲーム『ALTDEUS: Beyond Chronos』-増田康臣
- スクウェア・エニックス『TRIANGLE STRATEGY』 - 田子剛
- ゲーム『プリパラ』- Lantan[3]

## CM
- 『求人情報ドットコム』- 森いづみ
- 廣東製薬『とうもろこしのひげ茶』- 石井あみ
- ニベア花王『8×4』- 森いづみ・田子剛
- 丸美屋『混ぜ込みわかめ』- 森いづみ
- 花王『ビオレUV』- 森いづみ
- KOSE『DECORTÉ』「ホワイトロジスト」- 馬瀬みさき
- KOSE『DECORTÉ』「リポソーム アイセラム」- 森いづみ
- ヤクルト『ソフール』- 森いづみ
- KOSE『DECORTÉ』「リポソーム ナイトクリーム」- 森いづみ
- ハウス食品『プロ クオリティ』- 森いづみ
- Daigasグループ- 馬瀬みさき
- ライオン『システマハグキプラスプレミアム』- 森いづみ
- 資生堂『ベネフィーク』- 森いづみ
- 丸美屋『釜めしの素』- 森いづみ
- ZWEI- 森いづみ
- FUNCL『カロリミット』- 森いづみ
- エコリカ- 森いづみ
- リンナイ『マイクロバブルバスユニット』- 森いづみ
- Picsart - 森いづみ
- NTT docomo - 森いづみ
- 佐藤工業『160周年ムービー』 - 森いづみ
- KOSE『DECORTÉ』「LIPOSOME Science」- 森いづみ
- 味の素『ピュアセレクト®マヨネーズ』 - 森いづみ
- NTT docomo『dTV』 - 森いづみ
- 河合塾『2021・2020年度 河合塾CM』 - 森いづみ
- CooperVision - 森いづみ
- ANA『機内安全ビデオ』 - 森いづみ
- au PAYマーケット×乃木坂46- 森いづみ
- JA共済- 森いづみ
- NTT西日本『トーチリレー』- Lantan
- 山崎製パン『山崎春のパン祭り2020』- 森いづみ
- キッコーマン『特選しょうゆ』 - 森いづみ
- McDonald’s『てりたま』 - 森いづみ
- 『牧場しぼり』 - 森いづみ
- 『アサヒドライゼロ×テルマエ・ロマエ』 - 森いづみ
- 『ウォータースタンド』 - 森いづみ
- 東北ろうきん - 森いづみ
- Roots『採用一括かんりくん』 - 森いづみ
- Kate spade - 森いづみ

## アーティスト
- 麻倉もも 4thアルバム『ChouChou』- 増田康臣
- 初星学園『キミとセミブルー』- 増田康臣
- 麻倉もも『LIBRA』- 増田康臣
- 麻倉もも『Sweet Essence』- 増田康臣
- KOHTA YAMAMOTO『Arc of The Ashes』- 増田康臣
- 小柳ゆき『BREAK THROUGH』- 増田康臣
- Star★Shiμ’ne!!!『1∞億光年パトロール』- 森いづみ・田子剛・増田康臣
- GEMS COMPANY『夢を追い駆ける者等へ』- 増田康臣
- GEMS COMPANY『君影草』- 増田康臣
- GEMS COMPANY『ぴよぴよシャフにおまかせあれ!』- 増田康臣
- 麻倉もも『シュワワ』- 増田康臣
- 水瀬いのり『アイオライト』- 増田康臣
- ZiDol『today is まにまに』- 馬瀬みさき・井本光紀・増田康臣
- GEMS COMPANY『サヨナラノート』- 増田康臣
- やなぎなぎ『Branch』- 増田康臣
- 22/7『あやふやな世界観』『もう純情は邪魔なだけ』- 森いづみ・田子剛
- 青山吉能『Sunday』『Sweetly Lullaby』- 馬瀬みさき・井本光紀
- サンドリオン『SOUND OF BES2』- 森いづみ
- Machico『Machico♡プリキュアのうた！』- 森いづみ・馬瀬みさき・田子剛・石井あみ
- NAQT VANE『Break Free』- 増田康臣
- SMILE PRINCESS『SMILE PRINCESS BEST FACE OFF』- 増田康臣
- ALCANA PROJECT『創世記』- 増田康臣
- SAYA『Torrid』- 増田康臣
- 岡崎美保『BLOOMING』- 増田康臣
- 麻倉もも『Apiacere』- 増田康臣
- 水瀬いのり『glow』- 増田康臣
- TRiDENT『D-X』- 平塚慎吾
- KIMERU『DYEING』- 平塚慎吾
- ヒナタトカゲ『タイムマシンに乗って』- 平塚慎吾
- TRiDENT『再構創II』- 平塚慎吾
- 山崎玲生『椅子取りゲーム』- 平塚慎吾
- MSTK『愛してるなんて言葉より・・・』- 平塚慎吾
- ZiDol『似非デレラ』- 馬瀬みさき・井本光紀・増田康臣
- Natumi.『pARTs』- 増田康臣
- 樋口楓『i^x=K』- 増田康臣
- 山内総一郎『歌者-utamono-』- 増田康臣
- GEMS COMPANY『icy sweet』- 増田康臣
- 北川理恵『ずっと隣でお似合いで』- 森いづみ・田子剛・井本光紀・yu-ki.
- こむちゃっとカウントダウン『スマイルサイクル』- 田子剛
- 北川理恵『まるっとゆるして前のめって』- 馬瀬みさき・井本光紀・yu-ki.・増田康臣
- Legendoor Compilation vol5・vol.4・Vol.3・vol.2- 増田康臣
- 北川理恵『バイバイメリーゴーラウンド』- 馬瀬みさき・田子剛・井本光紀・yu-ki.
- 北川理恵『足跡ノスタルジー』- 森いづみ・田子剛・井本光紀・yu-ki.
- 樋口楓『Baddest』- 増田康臣
- 宮野真守『Dream On』- 増田康臣
- 宮野真守『透明』- 増田康臣
- 江口拓也『EGUISM』- 増田康臣
- 内野雄馬『Comin’ Back』- 増田康臣
- フジファブリック『I Love You』- 増田康臣
- フジファブリック『楽園』- 増田康臣
- SCREEN mode『With You』- 増田康臣
- TRiDENT『UNDER GROUND』- 平塚慎吾
- ヒナタトカゲ『生きて』- 平塚慎吾
- TRiDENT『再構創』- 平塚慎吾
- ALL iN FAZE『Fear』- 平塚慎吾
- プラスワン『STAR (LESS) NIGHT』- 平塚慎吾
- TRiDENT『ADVANCE GENERATION』- 平塚慎吾
- Magic//numbeR『声明リプライ』- 平塚慎吾
- Apeace『Shake it up! -Hot Lips-』- 森いづみ・田子剛・井本光紀
- ABEHIRO『Come on! Hero』- 森いづみ
- ノクチル「THE IDOLM@STER SHINY COLORS GR@DATE WING 07」- Lantan・田子剛
- ナナヲアカリ『七転七起』- 増田康臣
- KOHTA YAMAMOTO『幻日』- 増田康臣
- 田所あずさ『ヤサシイセカイ』- 増田康臣
- UNIDOTS『鮮明、あるいは不鮮明-clear/blur-』- 増田康臣
- GEMS COMPANY『precious stones』- 増田康臣
- angela『アンダンテに恋をして！』- 大澤友彦
- TRiDENT『WE ARE THE WORLD』- 平塚慎吾
- TRiDENT『JUST DO IT !!』- 平塚慎吾
- プラスワン『BEYOND』- 平塚慎吾
- GUYZ『CAMP』- 平塚慎吾
- ヒナタトカゲ『愛惜』- 平塚慎吾
- TRiDENT『JUST FIGHT』- 平塚慎吾
- TRiDENT『Continue』- 平塚慎吾
- プラスワン『キミヘノトビラ』- 平塚慎吾
- Magic//numbeR『Twilight』- 平塚慎吾
- ヒナタトカゲ『日々の中で』- 平塚慎吾
- Gacharic Spin『Gold Dash』- 平塚慎吾
- 佐咲紗花『SAYAKAVER.2』- 平塚慎吾
- 小柳ゆき『SPHERE～球宇宙～』- Lantan・増田康臣
- 逢田梨香子『Curtain raise』- 増田康臣
- 樋口楓『MARBLE』- 増田康臣
- 水瀬いのり『ココロソマリ』- 増田康臣
- 増田俊樹『Diver』- 増田康臣
- IZUMI SAKI「あなたにとびきり似合う花を」- 森いづみ・馬瀬みさき・田子剛・yu-ki.
- IZUMI SAKI「5 Season Classics」- 森いづみ・馬瀬みさき・田子剛・大澤友彦[4]

## その他
- アニソンカバーアルバム『#アニソンForever vol.1』- 井本光紀・増田康臣・森いづみ・田子剛・竹ノ下和音・フラウト
- タテマンガ『ぬのさんぽ』「いつもの街に」- 増田康臣
- Lantana Library 水野璃奈 × タゴツヨシ「足跡」- 田子剛・井本光紀・増田康臣
- Lantana Library 岡田喜暉「ニムフの美しき呪縛」- 井本光紀・増田康臣
- Lantana Library 竹ノ下汐月「日常日記」- 竹ノ下和音・井本光紀・増田康臣
- ライブ『ひろがるスカイ！プリキュア 感謝祭』- 石井あみ
- Lantana Library フラウト × 初音ミク「チャチャット」- フラウト・井本光紀・増田康臣
- Lantana Library 石井あみ「あなたの次の恋人よ」- 石井あみ・森いづみ・井本光紀・増田康臣
- ライブ『ひろがるスカイ！プリキュア　ランチショー』- 石井あみ
- Lantana Library 森いづみ「Autumn wind」- 森いづみ・井本光紀
- Lantana Library あいち「紬」- 井本光紀・増田康臣
- ライブ『Remember Girl’s Power!! 2023』- 石井あみ
- ライブ『テレビ朝日・六本木ヒルズ SUMMER STATION』- 石井あみ
- Lantana Library Noel「すれ違い」- 井本光紀・増田康臣
- Lantana Library Full Album「Lantana Library」- 森いづみ・馬瀬みさき・田子剛・石井あみ・井本光紀・増田康臣
- Lantana Library 森いづみ「Rave」「HOPE」- 森いづみ・井本光紀・増田康臣
- Lantana Library maro × タゴツヨシ「羅」- 田子剛・井本光紀・増田康臣
- ライブ『ねがえり。1st mini album “COLORS” release tour 1日目』- 大澤友彦
- ライブ『SENSE vol.4』- 大澤友彦
- ライブ『ひろがるスカイ！プリキュアLIVE2023 Hero Girls Live ～Max！Splash！GoGo！～』- 石井あみ
- Lantana Library きしかな子 × タゴツヨシ「触れられない四月の君に」- 田子剛・井本光紀・増田康臣
- ライブ『プリキュアシンガーズ　Premium LIVE HOUSE Circuit！』- 石井あみ
- 短編会話劇『悲劇と喜劇、その境目で咲く花』- 馬瀬みさき・井本光紀
- ライブ『Animelo Summer Live 2023 -AXEL-』- 石井あみ
- Lantana Library 石井あみ「マチガイサガシ」- 馬瀬みさき・石井あみ・井本光紀・増田康臣
- Lantana Library カオル × mimomo「Moon Lie」- 森いづみ・井本光紀・増田康臣
- Lantana Library Yukine × mimomo「どんな君も」- 森いづみ・井本光紀・増田康臣
- Lantana Library Yukine × Niiぽ「君は大丈夫」- 馬瀬みさき・井本光紀・増田康臣
- Lantana Library たかなし らら × mimomo「GRAY PARTY」- 森いづみ・井本光紀・増田康臣
- Lantana Library FuHu × mimomo「エール」- 森いづみ・井本光紀・増田康臣
- YouTube番組『ネスカフェ沖縄 コーヒープロジェクト』- 森いづみ・田子剛・井本光紀
- ライブ『金城大学「第46回金城祭』- 大澤友彦
- ライブ『GOOD KURU.#7』- 大澤友彦
- ライブ『山形県３大学合同学園祭　吾妻祭』- 大澤友彦
- ライブ『上田平和音楽祭2022』- 大澤友彦
- Lantana Library タケミっち × Niiぽ「音楽のまにまに」- 馬瀬みさき・井本光紀・増田康臣
- Lantana Library なこたんまる × Niiぽ「night swim」- 馬瀬みさき・井本光紀・増田康臣
- Lantana Library よねざわれご × タゴツヨシ「彼女」- 田子剛・井本光紀・増田康臣
- Lantana Library aim × Niiぽ「再再生」- 馬瀬みさき・石井あみ・井本光紀・増田康臣
- Lantana Records「Baby_STAY POSE!」- 森いづみ・井本光紀
- ライブ『オガステ!?8～OGA POP FES.2021～』- 田子剛・yu-ki.
- ライブ『オガステ!?7～OGA POP FES.2020～』- yu-ki.
- TV『オガッタ!?わたP音楽大学 #150』- yu-ki.
- Lantana Records「STAY POSE vol.3」- 森いづみ・馬瀬みさき・田子剛
- Lantana Records「STAY POSE vol.2」- 森いづみ・馬瀬みさき・田子剛
- Lantana Records「STAY POSE vol.1」- 森いづみ・馬瀬みさき・田子剛
- 『Thunderbolt Fantasy 東離劍遊紀3』- 増田康臣
- Netflix「ARASHI’s Diary -Voyage-」- 森いづみ
- 舞台「フリムンシスターズ」- 田子剛[5]